# ولیکی دوبویک
ولیکی دوبویک (به لاتین: Veliki Dubovik) یک منطقهٔ مسکونی در بوسنی و هرزگوین است که در Bosanska Krupa واقع شده‌است.